# خوان ألبرتو روساس
خوان ألبرتو روساس (بالإسبانية: Juan Alberto Rosas)‏ مواليد 28 نوفمبر 1984 في ولاية ناياريت، المكسيك، هو ملاكم محترف مكسيكي يصنف ضمن فئة وزن الذبابة. حقق بطولة الاتحاد الدولي للملاكمة.

## إحصائيات
خاض خلال مسيرته 51 نزالا، فاز في 41 ولم يتعادل وخسر في 10. فاز بالضربة القاضية في 28 نزالا.

## روابط خارجية
- خوان ألبرتو روساس على موقع بوكس ريك (الإنجليزية) (registration required)